# Yuri Berchiche
Yuri Berchiche Izeta (Zarautz, 1990. február 10. –) spanyol labdarúgó, az Athletic Bilbao hátvédje.

## Pályafutása
Karrierje kezdetén a Real Sociedadban és az Athletic Bilbaóban játszott.  2007-ben - még fiatalon - elvitte az angol Tottenham. 2008-ban már a felnőtt csapattal készült. 2009-ben kölcsönadták a Cheltenham-hez. Itt, 7 mérkőzésen játszott. Még ebben az évben kölcsönadták a spanyol Real Valladolid-hoz. Az első csapatban mindössze 1 meccsen játszott. 2010-ben megvette a Real Unión. 2 szezon alatt 45 meccsen játszott és egy gólt szerzett.  2012-ben visszatért a Real Sociedadhoz. A baszkok viszont hamar kölcsönadták az Eibarnak, s ott játszott 2014-ig. Az Eibarban 7, míg a Real Sociedadban 3 gólt szerzett. 2017 és 2018 között a francia PSG játékosa volt. 2018 nyarán az Athletic Bilbao szerződtette.

## Nemzetközi karrier
2006-ban a spanyol U17-es válogatottba kapott meghívót és hat mérkőzésen lépett pályára. 2014 óta a baszk labdarúgó-válogatott tagja, ahol eddig 4 mérkőzésen lépett pályára.

## Család
Zarautzban született 1990, február 10.-én. Édesapja algériai származású, édesanyja spanyol.

## Sikerei, díjai
Paris Saint-Germain
- Francia bajnok (1): 2017–18
- Francia kupa (1): 2017–18
- Francia ligakupa (1): 2017–18